# مدينة ثلجية (مسرحية)
مدينة ثلجية هي مسرحية درامية تشويقية كويتية صدرت لأول مرة عام 2010، من إنتاج مجموعة ستيج للإنتاج الفني والمسرحي، ومن بطولة أحلام حسن، محمد الحملي وعلي الحسيني.

## ملخص المسرحية
تدور أحداث هذه المسرحية عن عائلة تنتقل من بيتهم القديم إلى بيتهم الجديد ويكتشفون سر وجود مدينة ثلجية في غرفة من الغرف الموجودة بالبيت. كل هذا في إطار غنائي واستعراضي.

## بطولة
- أحلام حسن
- أحمد إيراج
- محمد الحملي
- نورة العميري
- عبد المحسن العمر
- علي الحسيني
- هبة الدري
- زينة كرم[1]